# Onopgeloste vraagstukken in de wiskunde
In principe zijn er zeer veel onopgeloste vraagstukken in de wiskunde aangezien het gebied waar de wiskunde betrekking op heeft oneindig groot is. Desondanks zijn er in de loop van de geschiedenis van de wiskunde enkele onopgeloste vraagstukken naar voren gekomen die binnen de wetenschap als zeer belangrijk gekenmerkt worden.

## De millenniumprijsproblemen
In het jaar 2000 stelde het Clay Mathematics Institute in Cambridge in Massachusetts de (volgens het instituut) zeven belangrijkste onopgeloste vraagstukken in de wiskunde op en loofde voor de oplossing van een probleem een prijs van een miljoen Amerikaanse dollar uit. Tot nu toe is van dit zogenoemde millenniumprijsprobleem alleen het bewijs van het Vermoeden van Poincaré opgelost door Grigori Perelman in 2002. De zeven millenniumprijsproblemen zijn:
- Het bewijs van het vermoeden van Birch en Swinnerton-Dyer
- Het bewijs van het vermoeden van Hodge
- De analyse van het bestaan en de regulariteit van de oplossingen van de driedimensionale incompressibele Navier-Stokes-vergelijkingen.
- De oplossing van het P = NP probleem
- Het bewijs van het vermoeden van Poincaré (in 2002 opgelost door Grigori Perelman)
- Het bewijs van de Riemann-hypothese
- Het oplossen van de vraagstukken binnen de Yang-Mills-theorie

De aanleiding voor het Clay Institute voor het opstellen van de millenniumproblemen was dat honderd jaar eerder (op 8 augustus 1900) David Hilbert de 23 problemen van Hilbert had geformuleerd op het Internationaal Wiskundecongres in Parijs, waarbij hij de wiskunde uitdaagde om ze voor het jaar 2000 op te lossen. Bij deze 23 problemen zat ook het nog altijd niet gegeven bewijs van de Riemann-hypothese.

## Andere bekende onopgeloste vraagstukken
- Het bewijs van het ABC-vermoeden
- Het bewijs voor het vermoeden van Beal
- Het bewijs van het vermoeden van Collatz
- Het bewijs van het vermoeden van Fermat-Catalan
- Het bewijs van het vermoeden van Goldbach
- Het bewijs van het vermoeden van Legendre
- Zijn er oneindig veel priemtweelingen? En zijn er zelfs oneindig veel priemvierlingen en priemzeslingen?
- Bestaat er een snel algoritme voor de factorisatie van integers?
- Bestaan er oneven perfecte getallen?
- Voor welke natuurlijke getallen n bestaan er eindige projectieve (of affiene) platte vlakken van de orde n? Alleen voor priemmachten? Voor n = 12, 15, 18, 26, ...?
- Het sofaprobleem: wat is het maximale oppervlak dat door een rechte hoek verplaatst kan worden?